# Amy Upham Thomson McKean
Amy Upham Thomson McKean   (Pawtucket, 22 de febrer de 1893 - Nova York, 31 de desembre de 1972) fou una pianista i compositora i estatunidenca.

## Biografia
El pare d'Amy, Ralph E. Thomson (1863-1934), va emigrar de Glasgow, Escòcia, quan era jove. La seva mare era Anna J. Thomson (Upham de soltera). Amy va néixer a Pawtucket, a l'Estat de Rhode Island, i va tenir un germà, Robert Stanley Thomson.
Va assistir a l'escola secundària a Boston, on va estudiar amb Felix Fox a l'Escola Fox-Buonamici de piano, al 403 del carrer Marlborough. Més tard es va casar amb Alexander Mathew McKean (1890-1975) el 17 de setembre de 1917 a l'església presbiteriana Lafayette de Brooklyn, i va tenir una filla, Elaine (nascuda el 10 de maig de 1924) i un fill, Robert Alexander (nascut el 25 de setembre de 1918).
Amy va començar a escriure composicions i va estudiar amb Bainbridge Christ, continuant amb la publicació de cançons i d'obres breus per a violí i piano, sota amb els noms d'Amy Upham Thomson i d'Amy Thomson-McKean. Thomson-McKean va aparèixer en programes de concerts i recitals a Brooklyn entre els anys 1910 i 1930. Va aparèixer als programes de ràdio "Margaret Speaks" de la WOR NY (Nova York) a la dècada del 1920.
Va morir el 31 de desembre de 1972. Els seus documents els conserva la seva neboda, l'artista Jamieson Thomas de Winter Park, Florida.

## Obres seleccionades
- The Throstle (text de Tennyson)
- A Day in June
- Liebislied
- Tone Poem
- Bolero
- Chanson du Soir
- Little Boy Blue
- Forever
- Dream in Town
- At Sunset
- Four Leaf Clover
- The Night Has a Thousand Eyes
- Soul of Mine
- Memory
- Dream of Maytime
- June Rain
- In the Young World
- Love Song
- In Venice
- Prelude en Do menor
- Waltz en Re bemoll[9]